# Rue Bisson (Nantes)
Pour l’article homonyme, voir Rue Bisson.
La rue Bisson est une voie de Nantes, en France.

## Situation et accès
La rue Bisson, située dans le quartier Bellevue - Chantenay - Sainte-Anne, est bitumée et ouverte à la circulation automobile et relie le quai Ernest-Renaud à la rue Joseph-Blanchart, .

## Origine du nom
en hommage à Hyppolite Magloire Bisson (1796-1827), officier de marine qui s'illustra durant la guerre d'indépendance grecque,.

## Historique
La rue, autrefois « impasse des Salorges » sera viabilisée en 1829, avant d'être prolongée dix ans plus tard vers le « chemin de Couëron » (devenu depuis « rue Joseph-Blanchart »). Elle prend ensuite le nom de « rue Rembrandt », avant de prendre sa dénomination actuelle en 1837. 
Elle est bordée par des entrepôts de la Chambre de Commerce qui installe ses bureaux en 1821 : ceux-ci furent détruits par le bombardement du 13 septembre 1943.
En 1954, les premiers shipchandlers du port de Nantes s'y installent : Robert Ballon au no 1, puis les frères Dekystpotter en haut de la rue.
Entre 1960 et 1962, les nouveaux locaux de la chambre de commerce baptisés « centre des Salorges » sont construits sur le côté est de la rue. Les bâtiments seront réhabilités en 1986.